# Team Flanders–Baloise
Team Flanders–Baloise (UCI kód: TFB) je belgický profesionální silniční cyklistický tým na úrovni UCI ProTeam založený v roce 1994, který se účastní závodů v rámci UCI Continental Circuits a když je vybrán, tak se na divokou kartu účastní závodů v UCI World Tour. Tým je řízen Christophem Sercuem a Roger Swerts, Walter Planckaert a Jean Pierre Heynderickx asistují jako sportovní ředitelé.

## Sponzoři
Od založení je tým sponzorován firmou Eddy Merckx Cycles. Tým v současnosti používá hlavní model značky, EMX-525.

## Soupiska týmu
K 1. lednu 2024
- Kamiel Bonneu (BEL) (* 1. srpna 1999)
- Arno Claeys (BEL) (* 20. dubna 2000)
- Toon Clynhens (BEL) (* 9. února 2001)
- Alex Colman (BEL) (* 22. července 1998)
- Lars Craps (BEL) (* 17. října 2001)
- Lindsay De Vylder (BEL) (* 30. května 1995)
- Gilles De Wilde (BEL) (* 12. října 1999)
- Jasper Dejaegher (BEL) (* 23. ledna 2001)
- Tuur Dens (BEL) (* 26. června 2000)
- Siebe Deweirdt (BEL) (* 8. května 2002)
- Vince Gerits (BEL) (* 26. září 1997)
- Jules Hesters (BEL) (* 11. listopadu 1998)
- Elias Maris (BEL) (* 5. října 1999)
- Noah Vandenbranden (BEL) (* 29. července 2002)
- Dylan Vandenstorme (BEL) (* 19. dubna 2002)
- Yentl Vandevelde (BEL) (* 31. října 2000)
- Vincent Van Hemelen (BEL) (* 2. listopadu 2000)
- Aaron Van Poucke (BEL) (* 4. dubna 1998)
- Ward Vanhoof (BEL) (* 18. dubna 1999)
- Victor Vercouille (BEL) (* 3. listopadu 2002)

## Vítězství na šampionátech
2006
 Belgický silniční závod, Nico Eeckhout
2015
 Belgický silniční závod, Preben Van Hecke